# Chiesa dei Santi Gordiano ed Epimaco (Blevio)
La chiesa dei Santi Gordiano ed Epimaco è un edificio di culto cattolico di Blevio, in provincia di Como.

## Storia
Nonostante le forme attuali risalgano alla seconda metà del XVIII secolo, la struttura venne impostata su un precedente edificio religioso, che la tradizione vuole essere di epoca cinquecentesca. L'esistenza, in loco, di un luogo di culto cattolico è tuttavia documentata già alla fine del XIII secolo.
Ad ogni modo, fino al 1967 servì da parrocchiale del paese.

## Descrizione
Situata in riva al lago, la chiesa si presenta con una facciata scandita da quattro file di lesene e sormontata da un frontone. Sul colmo del frontone, una croce metallica caratterizzata dalla presenza di una corona e di motivi floreali. Sulla sinistra del portale, una lapide riporta un elenco di benemerenze paesane (tra le quali Sofia Vonwiller Mylius, moglie di uno dei primi proprietari di Villa Cademartori).
Internamente, la chiesa è a navata singola, terminante in un presbiterio dotato di due ali.
Sopra all'ingresso trova posto un organo del 1821, disposto in controfacciata e realizzato della casa organara Prestinari di Magenta. Alcune canne dell'organo risalgono al XVI secolo. Dal 1983 costituisce un monumento nazionale italiano. 
Lungo la parete laterale interna alla sinistra dell'ingresso è collocato il fonte battesimale, affiancato da una tela raffigurante l'apparizione di Gesù a una santa. Sulla parete opposta, un dipinto raffigurante San Sebastiano precede una nicchia che ospita una statua di San Giuseppe col Bambino.
Al centro della copertura della prima campata, di forma ellittica, campeggia una raffigurazione dello Spirito Santo. Nei pennacchi di questa copertura sono invece affrescati i primi quattro Dottori della Chiesa.
Spostandosi dall'ingresso verso l'altare maggiore, le pareti laterali si aprono in modo tale da formare due cappelle. La cappella di destra, dotata di un altare marmoreo dalle tonalità chiare, è dedicata alla Madonna del Rosario, rappresentata con in braccio il Bambin Gesù in una statua collocata al centro dell'altare. Gli stessi soggetti, unitamente ai santi titolari della chiesa, erano raffigurati anche in un quadro un tempo ospitato al centro della cappella di sinistra, caratterizzata invece da marmi di colore scuro. Quest'ultimo quadro si trova oggi presso la nuova parrocchiale di Blevio.
La zona centrale della navata è coperta da una volta decorata da un motivo ottagonale, in mezzo al quale campeggia un cristogramma stuccato.
Un arco trionfale recante l'iscrizione "ADEAMUS CUM FIDUCIA AD THRONUM GRATIAE" introduce all'area presbiteriale, dominata da un altare maggiore in marmo che, in una nicchia, ospita due statue raffiguranti i santi Gordiano ed Epimaco. Sulla cimasa dell'altare maggiore, le statue di due angeli introducono un dipinto raffigurante la Madonna nell'atto di presentare il giovinetto Gesù.